# Marcel F. Lanteaume
Marcel F. Lanteaume, né le 2 octobre 1902 à Marseille et mort le 17 décembre 1981 à Nice, est un auteur français de roman policier.

## Biographie
Au début de la Seconde Guerre mondiale, en 1940, il est fait prisonnier par les Allemands.  Pendant sa détention en Allemagne, il écrit trois romans policiers, appartenant au genre des énigmes en chambre close, qui mettent en scène le détective Bob Slowman.  En raison du peu de succès rencontré par ses ouvrages, il cesse d’écrire et détruit les manuscrits et les ébauches de romans inédits en sa possession. Les trois romans publiés sont depuis devenus des classiques du roman policier français.
Dans Orage sur la grande semaine (1944), Bob Slowman doit faire la lumière sur l’assassinat d’une femme perpétré dans une salle de bains parfaitement close. Dans Trompe-l’œil (1946), un diamant de haute valeur est remplacé par un faux dans une pièce étroitement surveillée par une horde de fins limiers. Dans La Treizième Balle, treize meurtres identiques sont commis, dont le dernier à l’intérieur d’un blockhaus verrouillé de l’intérieur et gardé par un détachement armé.

## Œuvre

### Romans policiers

#### SérieBob Slowman
- Orage sur la grande semaine, Paris, S.E.P.E., coll. Le Labyrinthe, 1944 ; réédition, Paris, Librairie des Champs-Élysées, Le Masque no 2363, 1998
- Trompe-l’œil, Paris, S.E.P.E., coll. Le Labyrinthe, 1946 ; réédition, Paris, Librairie des Champs-Élysées, Le Masque no 2413, 1999 ; réédition dans Mystères à huis clos : 13 romans et nouvelles de crimes en chambres closes, Paris, Omnibus, 2007
- La Treizième Balle, Paris, S.E.P.E., coll. Le Labyrinthe, 1948

## Sources
- Claude Mesplède (dir.), Dictionnaire des littératures policières, vol. 2 : J - Z, Nantes, Joseph K, coll. « Temps noir », 2007, 1086 p. (ISBN 978-2-910-68645-1, OCLC 315873361), p. 143.